# هيلغا هينينج
هيلغا هينينج (بالألمانية: Helga Henning)‏ هي منافسة ألعاب القوى ألمانية، ولدت في 11 نوفمبر 1937 في لآتسن في ألمانيا.

## وصلات خارجية
- هيلغا هينينج على موقع أوليمبيديا (الإنجليزية)